# Mangaan(II)sulfaat
Mangaan(II)sulfaat (MnSO4) is het zout van zwavelzuur en mangaan (oxidatietoestand +2). De stof komt voor als een lichtroze kristallijn poeder, dat goed oplosbaar is in water. Zoals vele metaalsulfaten, vormt ook mangaan(II)sulfaat een groot aantal hydraten:
- anhydraat: MnSO4
- monohydraat: MnSO4 · H2O
- tetrahydraat: MnSO4 · 4 H2O
- pentahydraat: MnSO4 · 5 H2O
- heptahydraat: MnSO4 · 7 H2O

## Synthese
Mangaan(II)sulfaat wordt bereid uit een reactie van mangaan(IV)oxide en zwaveldioxide:
{\displaystyle {\ce {MnO2 + SO2 -> MnSO4}}}
Deze methode is het goedkoopst en vereist weinig dure uitgangsstoffen.

## Toepassingen
Mangaan(II)sulfaat wordt in laboratoria gebruikt om andere mangaanverbindingen aan te maken. In de agro-industrie dient het als kunstmeststof.